# Henri-Joseph-Léon Herscher
Henri-Joseph-Léon Herscher, francoski general, * 1878, † 1939.